# Archibald Skirving
Archibald Skirving (ur. 1749, zm. 1819) – szkocki malarz portretowy. Urodził się we wsi Athelstaneford, niedaleko miasta Haddington, zmarł w wiosce Inveresk we wschodniej Szkocji.
Portret Roberta Burnsa jego autorstwa można znaleźć w  National Burns Collection, a kilka z jego obrazów wystawia Narodowa Szkocka Galeria Portretów w Edynburgu.